# Sardonismus
Sardonismus bezeichnet eine beißende, höhnische oder zynische Art von Humor, bei der eine boshafte, herablassende oder bittere Haltung mitschwingt. Im Gegensatz zu trockenem Humor oder Sarkasmus enthält der Sardonismus eine tiefere Ebene von Bitterkeit oder Verachtung, die oft hinter einem grimmigen, ironischen, feixenden („sardonischen“) Lächeln oder Lachen verborgen ist, und gilt als besonders scharfsinnige, aber kalte Form des Humors. Sardonismus drückt Geringschätzung, Ablehnung oder Kritik auf eine treffende, aber indirekte, subtil zersetzende Weise aus, wodurch eine Bemerkung nicht sofort als offene Beleidigung erscheint.
Sardonische Äußerungen zeichnen sich durch feine, aber schneidende Ironie aus und beinhalten oft unangenehme Wahrheiten. Dabei schwingt häufig eine gewisse Gefühlskälte oder Missachtung mit, was eine Bemerkung besonders verletzend machen kann. Anders als beim humorvollen Sarkasmus, bei dem die Ironie oft als Stilmittel genutzt wird, um eine lustige Wirkung zu erzielen, zielt der Sardonismus darauf ab, andere zu erniedrigen oder zu demütigen. Typischerweise zeigt sich dies in einer scheinbar überlegenen Haltung des Sprechers, der durch seine spitze Zunge und den unterschwelligen Spott auf Distanz zur Situation oder den beteiligten Personen bleibt. Oft wird Sardonismus in Situationen verwendet, in denen offene Kritik oder ein direkter Angriff unangebracht oder zu riskant wären. Seine Subtilität macht ihn zu einer effektiven Methode, um elegant Kritik oder Abneigung zu äußern, ohne dabei offen konfrontativ zu erscheinen.

## Ursprung

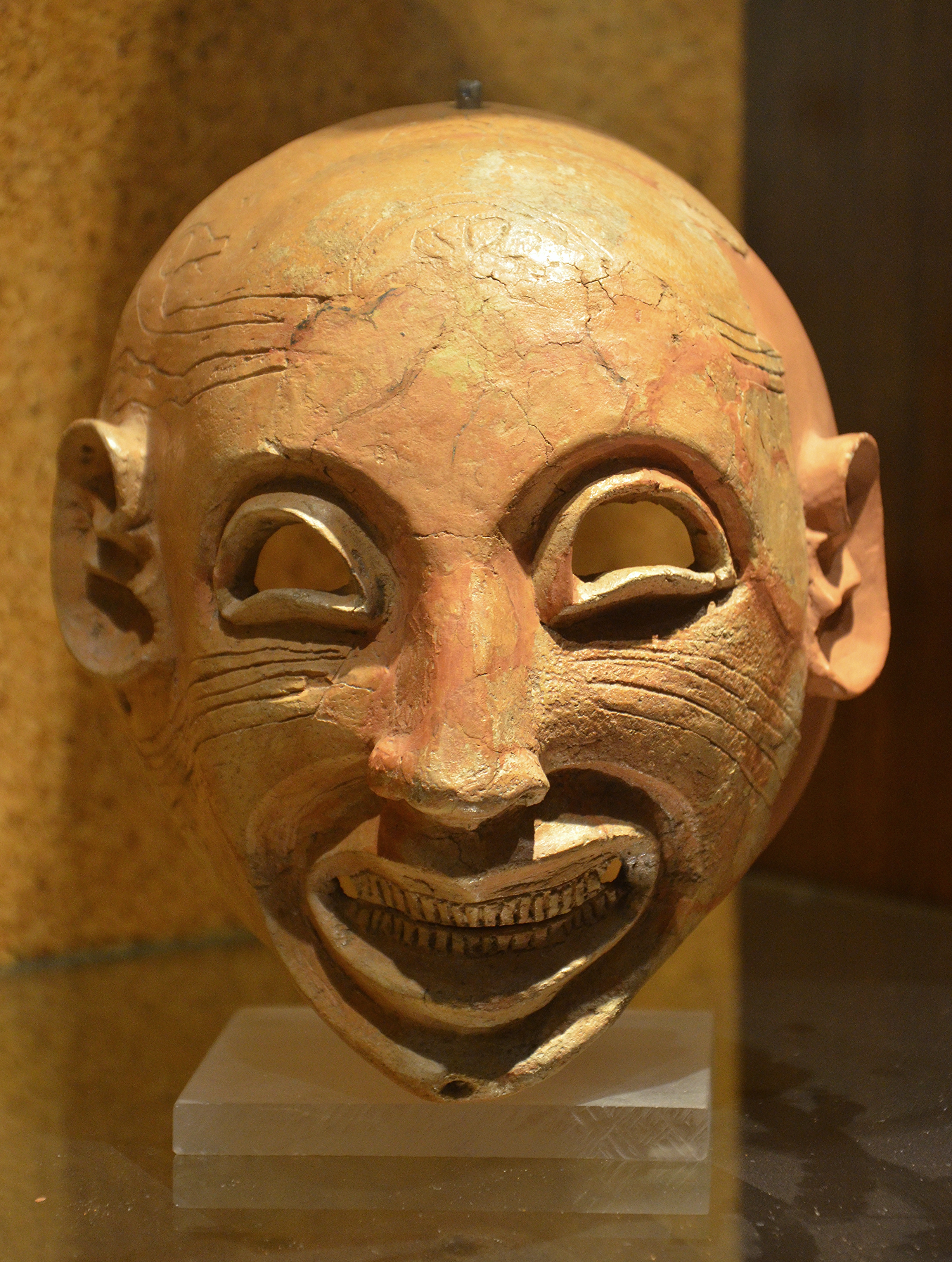
Sardonisches Lachen einer Maske (antike Maske aus Sardinien)

Bereits im antiken Griechenland kannte man den Ausdruck, meist als sardonisches Gelächter, σαρδάνιος γέλως sardanios gelos oder später σαρδόνιος γέλως sardonios gelos. Man unterschied zwischen kynisch (kynikós: ‚zur Weltsicht der Kyniker gehörig‘), sarkastisch (sarkastikós: ‚höhnender Spott, verletzende Rede‘) und sardonisch (σαρδάνιος sardanios: ‚das grimmige Hohngelächter eines Zornigen, bei eigenem Schaden oder eigenem Schmerz‘).
So lacht Odysseus als Bettler verkleidet bei Homer sardonisch in sich hinein, als er, endlich zurückgekehrt, einem Kuhfuß ausweicht, mit dem ihn ein Freier seiner Frau bewirft:
ὣς εἰπὼν ἔρριψε βοὸς πόδα χειρὶ παχείῃ,

κείμενον ἐκ κανέοιο λαβών· ὁ δ’ ἀλεύατ’ Ὀδυσσεὺς

ἦκα παρακλίνας κεφαλήν, μείδησε δὲ θυμῷ

σαρδάνιον μάλα τοῖον· ὁ δ’ εὔδμητον βάλε τοῖχον.
Also sprach er (*) und warf mit nerviger Rechter den Kuhfuß,

Welcher im Korbe lag, nach Odysseus. Aber Odysseus

Wandte behende sein Haupt und barg mit schrecklichem Lächeln

Seinen Zorn; und das Bein fuhr gegen die zierliche Mauer.

(Übersetzung von Johann Heinrich Voß)

Gustav Schwab übersetzt diese Stelle so: „mit einem gräßlichen Lächeln“. Wörtlich heißt σαρδάνιον μάλα τοῖον sardanion mala toion „wahrlich sehr sardonisch“. Dies stellt den ersten Beleg für sardánios dar. Pape führt dieses Wort auf σαίρω sairo („Zähne fletschen, grinsen, hohnlachen“) zurück.
In deutschsprachigen Werken tritt der Ausdruck seit dem 16. Jahrhundert auf:

„… mit aim boßhafftigen vnd Sardonischen glächter (wie man sagt) … Ain Sardonisch glächter würt inn aim sprichwort für ain erdichtets gespöttiges vnd vast bitters gelächter gebraucht.“

„Sie lachten ein Sardonisch Gelächter.“

Die Herkunft des Wortes ist dabei unklar: einerseits soll bei den alten Sarden (lateinisch Sardoni oder Sardi) die Sitte bestanden haben, die alten Leute zu töten; dabei sollte gelacht werden. Das war der berüchtigte risus Sardonicus, ein krampfartiges Lachen, an dem die Seele unbeteiligt ist.
Andererseits wird das krampfhafte Lächeln gelegentlich auf die Wirkung einer bitteren Pflanze σαρδάνιον sardánion (je nach Quelle auch Apium risus oder, beispielsweise bei Vergil, Sardoa herba, deutsch auch Lachkraut) aus Sardinien zurückgeführt, die das Gift Önanthotoxin enthalten soll und somit die Überlieferung von der Tötung der Alten erklären würde. So schreibt Meyers Enzyklopädie von 1888 dazu:

„Sardonisches Lachen (Sardonius risus, Sardoniasis), krampfhaftes, mit heftig wechselnden Gesichtsverzerrungen verbundenes Lachen ohne äußern Anlaß. Der Ausdruck findet sich schon bei Homer (Odyssee, 20, 302) und soll von einem auf Sardinien wachsenden Kraut (bei Vergil Sardoa herba) hergenommen sein, dessen Genuß den Mund wie zum Lachen verzieht. Allgemeiner bezeichnet derselbe auch ein gezwungenes oder höhnisches Lachen.“

Auch neuere Werke beziehen den Ursprung des krampfhaften Lachens auf das Gewächs Sardonia. Häufig wurde als reale Pflanze hinter dem mythischen Kraut der Röhrige Wasserfenchel (botanisch Oenanthe fistulosa) identifiziert, dessen Pflanzenteile jedoch extrem bitter schmecken. Bereits im 18. Jahrhundert war Albrecht von Haller der Meinung, dass es sich bei dem Kraut um die nur auf Sardinien vorkommende Safranrebendolde (botanisch Oenanthe crocata) handeln müsse. In einer Studie von 2009 gelangte eine Gruppe unter Leitung von Giovanni Appendino zu derselben Ansicht wie Haller:

“Unlike other plant toxins, the convulsant polyacetylenes from water dropwort and related plant do not evoke unpleasant taste (bitter) or chemesthetic (burning) sensations, and the roots of O. crocata, an exceedingly poisonous plant, have a paradoxical sweetish and pleasant taste and odor. The large concentration of falcarindiol, a bitter compound, and the lower contents of polyacetylene toxins in O. fistulosa when compared to O. crocata could presumably underlie the observation that the former species has not yet been associated with human or animal poisoning. The name Oenanthe signifies ‘wine flower’, because the plant produces a state of stupefaction similar to drunkenness. This, as well as locked jaws (risus sardonicus), has been documented in human poisoning from O. crocata, and there is little doubt that herba sardonica of the ancient medical literature should be identified with O. crocata, a plant that, within the Mediterranean area, is common only in Sardinia. The results of our investigation provide a further rationale for this identification, proposing a molecular mechanism for the risus sardonicus described by the ancient authors.”

„Im Gegensatz zu anderen Pflanzengiften rufen die krampferzeugenden Polyacetylene aus der Safranrebendolde und verwandten Pflanzen keine unangenehmen Geschmacks- (bitter) oder chemästhetischen (brennenden) Empfindungen hervor, und die Wurzeln von O. crocata, einer äußerst giftigen Pflanze, haben einen paradoxen süßen und angenehmen Geschmack und Geruch. Die hohe Konzentration an Falcarindiol, einer bitter schmeckenden Verbindung, und der geringere Gehalt an Polyacetylentoxinen in O. fistulosa im Vergleich zu O. crocata könnten vermutlich der Beobachtung zugrunde liegen, dass erstere Art noch nicht mit einer Vergiftung von Mensch oder Tier in Verbindung gebracht wurde. Der Name Oenanthe bedeutet ‘Weinblume’, weil die Pflanze einen Zustand der Benommenheit erzeugt, der der Trunkenheit ähnlich ist. Dies ist ebenso wie die verkrampfte Kiefermuskulatur (risus sardonicus) bei einer menschlichen Vergiftung durch O. crocata dokumentiert, und es besteht kaum ein Zweifel, dass die Herba sardonica der antiken medizinischen Literatur mit O. crocata identifiziert werden sollte, einer Pflanze, die im Mittelmeerraum nur auf Sardinien verbreitet ist. Die Ergebnisse unserer Untersuchung liefern eine weitere Begründung für diese Identifizierung und schlagen einen molekularen Mechanismus für den von den antiken Autoren beschriebenen Risus sardonicus vor.“

## Sardonisches Grinsen
Als Risus sardonicus oder „sardonisches Grinsen“ wird heute ein Symptom bezeichnet, das bei einer Tetanus-Erkrankung („Wundstarrkrampf“) und bei Vergiftung mit Strychnin auftritt.